# Audie Bock
Pour les articles homonymes, voir Bock (homonymie).
Audie Elizabeth Bock (née le 15 octobre 1946) est une femme politique américaine qui a servi dans l'assemblée de l'État de Californie de 1999 à 2000. Elle est également une spécialiste du cinéma japonais et a notamment traduit l'autobiographie d'Akira Kurosawa.
Elle a été élue en 1999, en tant que membre du Parti vert lors d'une élection spéciale pour le 16e district d'Oakland de l'assemblée de l'État de Californie mais elle est passée au Parti démocrate après les élections de 2000.

## Début de la vie et de la carrière
Bock est née à New York et a grandi à Berkeley, en Californie, fille de Charles K. Bock et de Felicia Gressitt Bock. Elle a fréquenté le Berkeley High School, puis le Wellesley College, dont elle est sortie diplômée en 1967.
Pendant les cinq années suivantes, elle a vécu au Japon, près de Tokyo, où elle a enseigné l'anglais et contribué à la publication de livres de voyage en anglais.
Elle est ensuite retournée aux États-Unis pour étudier à l'université de Harvard, où elle a obtenu une maîtrise en études est-asiatiquespuis a rédigé une thèse sur les réalisateurs de films japonais pour son doctorat. Pour ce faire, elle est retournée au Japon et a interviewé certains réalisateurs, dont Akira Kurosawa, avec qui elle s'est liée d'amitié.

## Œuvres
- Audie E. Bock, Mikio Naruse, un maître du cinéma japonais : introduction à l’œuvre et filmographie commentée, Édition du Festival international du film de Locarno, 1983, 270 p.
- (en) Audie E. Bock, Japanese film directors, Kondasha International Limited, 1985, 378 p. (ISBN 978-0-87011-714-5)